# آبي تورنر
آبي تورنر (بالإنجليزية: Abe Turner)‏ هو لاعب شطرنج أمريكي، ولد في 1924 في نيويورك في الولايات المتحدة، وتوفي في 25 أكتوبر 1962.

## وصلات خارجية
- آبي تورنر على موقع مباريات الشطرنج (الإنجليزية)
- آبي تورنر على موقع 365Chess.com (الإنجليزية)